# Đ
Đ, đ – litera używana w ortografiach:
- wszystkich czterech odmian języka serbsko-chorwackiego (przy zapisie alfabetu łacińskiego) na oddanie dźwięku zapisywanego w polskiej ortografii jako dź (odpowiednik cyrylicznego ђ);
- lapońskiej;
- wietnamskiej.

## Kodowanie
| Znak                   | Đ                                  | Đ                                  | đ                                | đ                                |
| ---------------------- | ---------------------------------- | ---------------------------------- | -------------------------------- | -------------------------------- |
| Nazwa w Unikodzie      | latin capital letter d with stroke | latin capital letter d with stroke | latin small letter d with stroke | latin small letter d with stroke |
| Kodowanie              | dziesiątkowo                       | szesnastkowo                       | dziesiątkowo                     | szesnastkowo                     |
| Unicode                | 272                                | U+0110                             | 273                              | U+0111                           |
| UTF-8                  | 196 144                            | c4 90                              | 196 145                          | c4 91                            |
| Odwołania znakowe SGML | &#272;                             | &#x0110;                           | &#273;                           | &#x0111;                         |
| Odwołania znakowe SGML | &Dstrok;                           | &Dstrok;                           | &dstrok;                         | &dstrok;                         |